# Список епізодів телесеріалу «Елементарно»
«Елементарно» (англ. Elementary) — американський детективний телесеріал, заснований на персонажах книг сера Артура Конан Дойля про Шерлока Холмса, дія відбувається в наші дні. Головні ролі Шерлока Холмса і доктора Джоан Ватсон виконують Джонні Лі Міллер і Люсі Лью. Прем'єра відбулася на телеканалі CBS 27 вересня 2012 року.

## Огляд
| Сезон | Епізоди | Епізоди | Оригінальний показ | Оригінальний показ |
| Сезон | Епізоди | Епізоди | Перший показ       | Останній показ     |
| ----- | ------- | ------- | ------------------ | ------------------ |
| 1     | 24      | 24      | 27 вересня 2012    | 16 травня 2013     |
| 2     | 24      | 24      | 26 вересня 2013    | 15 травня 2014     |
| 3     | 24      | 24      | 30 жовтня 2014     | 14 травня 2015     |
| 4     | 24      | 24      | 5 листопада 2015   | 8 травня 2016      |
| 5     | 24      | 24      | 2 жовтня 2016      | 21 травня 2017     |
| 6     | 21      | 21      | 30 квітня 2018     | 17 вересня 2018    |

## Перший сезон: 2012—2013
| № | Назва                                                                  | Режисер(и)       | Сценарист(и)                                       | Дата показу у США | Глядачі |
| --- | ---------------------------------------------------------------------- | ---------------- | -------------------------------------------------- | ----------------- | ------- |
| 1 | «Pilot» «Пілот»                                                        | Майкл Куеста     | Роберт Доерті                                      | 27 вересня 2012   | 13,41   |
| Холмс розслідує проникнення зі зломом. Господар будинку заявляє про зникнення дружини. |                                                                        |                  |                                                    |                   |         |
| 2 | «While You Were Sleeping» «Поки ти спала»                              | Джон Коулз       | Роберт Доерті                                      | 4 жовтня 2012     | 11,13   |
| Хтось вбиває незаконнонароджених дітей багатого бізнесмена. Під підозру потрапляє законна дочка бізнесмена, але у неї залізне алібі - кома. |                                                                        |                  |                                                    |                   |         |
| 3 | «Child Predator» «Мисливець на дітей»                                  | Род Голкомб      | Пітер Блейк                                        | 18 жовтня 2012    | 10,91   |
| Шерлок і Ватсон займаються справою про викрадення дитини, в якому замішаний серійний вбивця на прізвисько «Людина з кульками». Фірмовий знак злочинця - зв'язка повітряних куль, завжди залишається на місці злочину. |                                                                        |                  |                                                    |                   |         |
| 4 | «The Rat Race» «Щурячі перегони»                                       | Розмарі Родрігес | Крейґ Свіні                                        | 25 жовтня 2012    | 10,31   |
| Холмс розшукує зниклого фінансиста великої інвестиційної компанії. У ході розслідування відкривається ціла серія злочинів, жертвою одного з яких ледь не стає сам Шерлок. Йому вдається врятуватися, використовуючи дедуктивні здібностям Джоан, які вона тренує і застосовує в тому числі і на серії побачень. |                                                                        |                  |                                                    |                   |         |
| 5 | «Lesser Evils» «Менше зло»                                             | Колін Баксі      | Ліз Фрідмен                                        | 1 листопада 2012  | 10,49   |
| Злочинець вбиває в лікарні пацієнтів, що знаходяться при смерті, обставляючи все так, як ніби вони померли з природних причин. Паралельно Холмс дізнається подробиці, що стосуються рішення Джоан відмовитися від кар'єри хірурга. |                                                                        |                  |                                                    |                   |         |
| 6 | «Flight Risk» «Ризик польоту»                                          | Девід Платт      | Корінн Брінкергофф                                 | 8 листопада 2012  | 10,90   |
| Шерлок знаходить дивні обставини аварії невеликого літака - пасажир помер до аварії. Тим часом Джоан вмовляє Шерлока зустрітися з батьком. |                                                                        |                  |                                                    |                   |         |
| 7 | «One Way To Get Off» «Єдиний вихід»                                    | Сет Манн         | Крістоф Сілбер                                     | 15 листопада 2012 | 10,75   |
| Шерлок розслідує подвійне вбивство, своїм почерком нагадує серію вбивств тринадцятирічної давності. Тим часом Ватсон відвідує реабілітаційний центр, в якому перебував Холмс, і дізнається про його стосунки з Ірен Адлер. |                                                                        |                  |                                                    |                   |         |
| 8 | «The Long Fuse» «Довгий запал»                                         | Ендрю Бернштейн  | Джефрі Пол Кінг                                    | 29 листопада 2012 | 10,46   |
| Розслідуючи вибух в офісі, Шерлок розкриває злочин, який довгі роки залишався невідомим. У цей час Ватсон схиляє Холмса знайти їй заміну. |                                                                        |                  |                                                    |                   |         |
| 9 | «You Do It For Yourself» «Ти робиш це заради себе[уточнити]»           | Філ Абрагам      | Пітер Блейк                                        | 6 грудня 2012     | 10,31   |
| Професор коледжу убитий двома пострілами в очі. Детектив Маркус Белл допомагає Холмсу вийти на підпільне китайське казино, але Шерлока не влаштовує версія вбивства з метою пограбування — надто вже химерним виглядає спосіб вбивства. Джоан ж самостійно розбирається з викраденням автомобіля, рятуючи свого колишнього хлопця-наркомана від помилкового звинувачення. |                                                                        |                  |                                                    |                   |         |
| 10 | «The Leviathan» «Левіафан»                                             | Пітер Вернер     | Корінн Брінкергофф и Крейґ Свіні                   | 13 грудня 2012    | 10,46   |
| Від Шерлока потрібно розслідування розтину банківського сховища під назвою «Левіафан», яке вважали неприступним. Тим часом Джоан приємно здивована, коли Шерлок зустрічається з її сім'єю і підтримує її рішення стати куратором тверезості для реабілітації. |                                                                        |                  |                                                    |                   |         |
| 11 | «Dirty Laundry» «Брудна білизна»                                       | Джон Коулз       | Ліз Фрідмен і Крістофер Сілбер                     | 3 січня 2013      | 11,44   |
| Шерлок і Джоан розслідують вбивство керуючого розкішного готелю на Манхеттені. Її тіло знайдено в пральній машині в пральні. Контракт Ватсон з опіки Холмса закінчується, Шерлок пропонує їй пройти у нього навчання. |                                                                        |                  |                                                    |                   |         |
| 12 | «M.»                                                                   | Джон Полсон      | Роберт Доерті                                      | 10 січня 2013     | 11,48   |
| Шерлок стикається з М. - загадковою особистістю з британського злочинного світу, яка прибула слідом за ним і в Нью-Йорк. Однак виявляється, що Холмса переслідує не сам М., а інший М. Особиста зацікавленість Холмса приводить його до конфлікту з законом, який виливається в позбавлення статусу консультанта поліції. Тим часом Джоан збирається залишити Шерлока і зайнятися новим клієнтом. |                                                                        |                  |                                                    |                   |         |
| 13 | «The Red Team» «Червона команда»                                       | Крістін Мур      | Джефрі Пол Кінг і Крейґ Свіні                      | 31 січня 2013     | 10,90   |
| Шерлок розслідує вбивство прихильника теорії змови і виявляє цілу серію вбивств. Справа виявляється пов'язаною з національною безпекою, проте мотив усунення членів «Червоної команди» залишається неясним. У цей час Ватсон намагається укласти мир між Шерлоком і Грегсоном. |                                                                        |                  |                                                    |                   |         |
| 14 | «The Deductionist» «Геній дедукції»                                    | Джон Полсон      | Крейґ Свіні та Роберт Доерті                       | 3 лютого 2013     | 20,80   |
| Шерлок йде по сліду непередбачуваного злочинця Мартіна Енніса, щоб попередити його наступний удар. Під час розслідування Шерлок змушений працювати паралельно зі співробітницею ФБР, що займається складанням психологічних портретів злочинців. Холмса дратує факт, що він сам став об'єктом аналізу психолога і намагається спростувати негативний прогноз, одночасно побоюючись його звершення. Тим часом, Ватсона виселяють з її квартири. |                                                                        |                  |                                                    |                   |         |
| 15 | «A Giant Gun, Filled with Drugs» «Велика пушка, заряджена наркотиками» | Гай Ферланд      | Крістофер Сілбер, Корінн Брінкергофф і Ліз Фрідмен | 7 лютого 2013     | 10,84   |
| Шерлок допомагає своєму старому другові-наркоторговцю повернути викрадену доньку. Невідомо, що дається йому складніше - пошук викрадачів або боротьба зі спокусами з минулого життя. |                                                                        |                  |                                                    |                   |         |
| 16 | «Details» «Деталі»                                                     | Санаа Гамрі      | Роберт Доерті, Джефрі Пол Кінг та Джейсон Трейсі   | 14 лютого 2013    | 10,98   |
| На детектива Маркуса Белла скоюється замах. Холмс з'ясовує, хто намагався знищити Белла. |                                                                        |                  |                                                    |                   |         |
| 17 | «Possibility Two» «Інша можливість[уточнити]»                          | Сет Манн         | Марк Гоффман                                       | 21 лютого 2013    | 11,19   |
| Багатий філантроп хворий на тяжке генетичне захворювання, але при цьому впевнений, що його навмисно заразили. Холмс тренує дедуктивні здібності Джоан, раз за разом відправляючи її в дивну хімчистку. |                                                                        |                  |                                                    |                   |         |
| 18 | «Déjà Vu All Over Again» «Всюди дежавю»                                | Джеррі Левайн    | Брайан Роденбек                                    | 14 березня 2013   | 11,33   |
| Справа про зниклу жінку дивним чином виявляється пов'язаною із «жінкою з квітами», яку зіштовхнули під поїзд у метро. Шерлок пропонує Джоан самостійно зайнятися пошуком зниклої, сам же береться за випадок у метро. Ватсон зазнає невдачі і потрапляє в неприємності. До того ж старі друзі не схвалюють її експерименти в професійній сфері. Джоан готова кинути все, але Шерлок пропонує їй об'єднати зусилля з обох справ. У результаті Джоан вносить свій вагомий внесок у розкриття злочину і приймає звання «детектив-консультант».                                                                                 |                                                                        |                  |                                                    |                   |         |
| 19 | «Snow Angels» «Сніжні янголи»                                          | Ендрю Бернштейн  | Джейсон Трейсі                                     | 4 квітня 2013     | 10,48   |
| Під час збройного пограбування вбито охоронця, викрадений цілий ящик нової моделі мобільного телефону напередодні його офіційної презентації. Холмс швидко знаходить вкрадені телефони і з'ясовує, що цим злочинці відволікали увагу від підготовки до грандіозного пограбування операційного центру Федерального резервного банку Нью-Йорка під час снігового бурану, який накрив місто. Відключено електрику, не працює громадський транспорт, дороги занесені снігом. Шерлок і Джоан виходять у снігову млу, щоб протистояти злочинцям.                                                                                  |                                                                        |                  |                                                    |                   |         |
| 20 | «Dead Man's Switch» «Заміна мерця[уточнити]»                           | Ларрі Тен        | Крістофер Сілбер і Ліз Фрідмен                     | 25 квітня 2013    | 10,07   |
| Холмс ухиляється від святкування року життя без наркотиків. Його наставник у програмі відмови Альфредо просить допомогти в справі про шантаж батьків зґвалтованої дівчини. Шантажистом виявляється Чарльз Огастес Мілвертон, що безпосередньо відсилає до розповіді «Кінець Чарльза Огастеса Милвертона» зі збірки «Повернення Шерлока Холмса». Проте в новій інтерпретації сюжет виявляється набагато заплутаніше. |                                                                        |                  |                                                    |                   |         |
| 21 | «A Landmark Story» «Віха історії»                                      | Пітер Вернер     | Корінн Брінкергофф                                 | 2 травня 2013     | 9,75    |
| Себастьян Моран викликає Холмса у в'язницю, щоб повідомити про чергові злочини Моріарті. Шерлок одного за іншим знаходить нових спільників Моріарті, але він витончено усуває всіх, хто може дати Холмсу ниточки до розгадки таємниці. |                                                                        |                  |                                                    |                   |         |
| 22 | «Risk Management» «Управління ризиком»                                 | Ліз Фрідмен      | Ліз Фрідмен і Роберт Доерті                        | 9 травня 2013     | 9,29    |
| Моріарті просить Холмса розслідувати зовні непримітне вбивство автомеханіка, натомість обіцяючи надати вичерпну інформацію про Ірен Адлер. У процесі роботи над справою Шерлок стикається з людиною, яка як і він сам, одержимий жагою помсти за близьку людину. Холмс розуміє, що Моріарті грає з ним, знаючи заздалегідь обставини цього злочину, але впевнений у власній безпеці. Джоан же серйозно стурбована за своє життя, в чому її підтримує капітан Грегсон і сам Шерлок, проте вона відправляється зі своїм компаньйоном за вказаною Моріарті адресою. Там Холмс виявляє персону, знайому по лондонських справах. |                                                                        |                  |                                                    |                   |         |
| 23 | «The Woman» «Ця жінка»                                                 | Сет Манн         | Роберт Доерті і Крейґ Свіні                        | 16 травня 2013    | 8,98    |
| Вражений і виведений з рівноваги останніми подіями, Холмс відсторонюється від пошуку Моріарті, надавши можливість Ватсону діяти самостійно, і вона досягає деяких успіхів. У серії показуються спогади Шерлока про його знайомство і стосунки з Ірен Адлер. |                                                                        |                  |                                                    |                   |         |
| 24 | «Heroine» «Героїн»                                                     | Джон Полсон      | Крейґ Свіні і Роберт Доерті                        | 16 травня 2013    | 8,98    |
| Шерлок зустрічається обличчям до обличчя з Моріарті. Намагаючись розгадати задуми Моріарті, Холмс зривається. |                                                                        |                  |                                                    |                   |         |

## Другий сезон: 2013—2014
| № | Назва                                                             | Режисер (и)                   | Сценарист (и)                  | Дата показу в США | Глядачі |
| --- | ----------------------------------------------------------------- | ----------------------------- | ------------------------------ | ----------------- | ------- |
| 1 | «Step Nine» «Дев'ятий крок»                                       | Джон Полсон                   | Роберт Доерті, Крейґ Свіні     | 26 вересня 2013   | 10,18   |
| 2 | «Solve For X» «Рішення для Х»                                     | Джеррі Левайн                 | Джеффрі Пол Кінг               | 3 жовтня 2013     | 9,38    |
| 3 | «We Are Everyone» «Ми є "Усі"»                                    | Майкл Прессман                | Крейг Суінні                   | 10 жовтня 2013    | 9,06    |
| 4 | «Poison Pen» «Анонімне листування»                                | Ендрю Бернштейн               | Ліз Фрідман                    | 17 жовтня 2013    | 8,52    |
| 5 | «Ancient History» «Давня історія»                                 | Санаа Хамрі                   | Джейсон Трейсі                 | 24 жовтня 2013    | 8,72    |
| 6 | «An Unnatural Arrangement» «Неприродна композиція»                | Крістін Мур                   | Кетрін Хамфріс                 | 31 жовтня 2013    | 9,47    |
| Озброєний зловмисник проникає до будинку капітана Грегсона і погрожує його дружині. Вбивство військового, що нещодавно повернувся з Афганістану, має явний зв'язок із вторгненням до Грегсон, але сам капітан заперечує це. Збіги не збивають Холмса зі сліду і він знаходить вбивцю, а в перерві, щоб відволіктися, розкриває справу про пограбування кіосків, яким індивідуально займалася Ватсон. |                                                                   |                               |                                |                   |         |
| 7 | «The Marchioness» «Маркіза»                                       | Санаа Гамрі                   | Крістофер Гольєр, Крейґ Свіні  | 7 листопада 2013  | 8,89    |
| Брат Шерлока Майкрофт прохає про допомогу в розслідуванні вбивства. У справі замішана Найджеллі Мейсон - колишня наречена Майкрофта, яка при розлученні успадкувала титул маркізи і скакуна з кличкою Срібний. Допомога Шерлока в розслідуванні сприяє примиренню братів. |                                                                   |                               |                                |                   |         |
| 8 | «Blood Is Thicker» «Кров густіша»                                 | Джон Полсон                   | Боб Гудман                     | 14 листопада 2013 | 8,54    |
| Труп дівчини виявлений на даху вантажного фургону. У процесі розслідування з'ясовується, що вона є позашлюбною дочкою мільярдера, якому нещодавно була зроблена пересадка серця. Від смерті дівчини ніхто не отримує прямої фінансової вигоди. Мільярдерові стає все гірше і він помирає. Завдяки спільній роботі Шерлок і Джоан знаходять вбивцю. Тим часом відносини Шерлока з Майкрофтом явно налагоджуються, проте в кінці серії Майкрофт говорить з кимось про Шерлока по телефону і виявляється, що він обманює брата і йому чомусь потрібно повернути Шерлока до Лондона. |                                                                   |                               |                                |                   |         |
| 9 | «On the Line» «По прямій»                                         | Гай Ферланд                   | Джейсон Трейсі                 | 21 листопада 2013 | 9,24    |
| Жінка скоює самогубство на мосту, інсценуючи вбивство. Таким чином вона намагається підставити людину, яку підозрює у вбивстві своєї сестри. Холмс знімає підозри з невинного, проте незабаром приходить до висновку, що допоміг серійному вбивці і вважає справою честі відправити його до в'язниці. |                                                                   |                               |                                |                   |         |
| 10 | «Tremors»                                                         | Аарон Ліпштадт                | Ліз Фрідман                    | 5 грудня 2013     | 8,29    |
| До поліції приходить чоловік і заявляє, що він — лицар і вбив королеву. Убита жінка незабаром знаходиться, але Шерлока як завжди не влаштовують прості рішення і він продовжує розслідування. Методи Холмса призводять до судового процесу та відсторонення його від консультування, так як в результаті постраждав детектив Маркус Белл. |                                                                   |                               |                                |                   |         |
| 11 | «Internal Audit» «Внутрішня перевірка»                            | Джеррі Левайн                 | Боб Гудман                     | 12 грудня 2013    | 9,09    |
| Фінансист, що винний у великій грошовій крадіжці, збирається покінчити із собою, коли його афера розкрилась. Але хтось не дає йому застрелитися самостійно і вбиває. Слідом дивний вбивця розправляється із журналісткою, яка викрила фінансиста. В колі підозрюваних перебуває колишня підопічна Джоан, яка не хоче афішувати своє минуле. |                                                                   |                               |                                |                   |         |
| 12 | «The Diabolical Kind» «Диявольський вид»                          | Ларрі Тен                     | Роберт Доерті, Крейґ Свіні     | 2 січня 2014      | 9,04    |
| Розслідуючи викрадення дівчинки, Шерлок та Джоан знову стикаються із Моріарті в несподіваній ролі. |                                                                   |                               |                                |                   |         |
| 13 | «All in the Family» «Усі члени сім'ї»                             | Ендрю Бернштейн               | Джейсон Трейсі                 | 9 січня 2014      | 9,97    |
| Шерлок і Ватсон розслідують вбивство, яке може призвести до війни між мафіозними кланами Нью-Йорка. Розслідування веде до найвищих чинів міської поліції. |                                                                   |                               |                                |                   |         |
| 14 | «Dead Clade Walking» «Приречений таксон»                          | Хелен Шейвер                  | Джеффрі Пол Кінг               | 30 січня 2014     | 10,34   |
| Шерлок займається одразу двома справами: допомагає своєму підшефному впоратися зі спокусою з минулого, не повернувшись до наркотиків, і розкриває два вбивства, до яких безпосереднє відношення мають динозаври. |                                                                   |                               |                                |                   |         |
| 15 | «Corpse de Ballet» «Труп балерини»                                | Жан де Сегонзак               | Ліз Фрідман                    | 6 лютого 2014     | 9,45    |
| Шерлок розслідує справу, пов'язану із зіркою балету. Холмс використовує вельми нестандартний спосіб підтвердити свою здогадку. У підсумку правда виходить назовні в останній момент. Тим часом Ватсон допомагає бездомним шизофренікам. Під час цієї справи Шерлок дізнається правду про біологічного батька Джоан. |                                                                   |                               |                                |                   |         |
| 16 | «The One Percent Solution» «Одновідсоткове рішення»               | Боб Гудман, Крейґ Свіні       | Крейґ Свіні                    | 27 лютого 2014    | 8,66    |
| Шерлок розслідує вибух, що стався на зустрічі банкірів із представниками уряду. Фахівцем з безпеки одного з банків виявляється Лестрейд. |                                                                   |                               |                                |                   |         |
| 17 | «Ears to You» «Вуха для тебе»                                     | Сет Манн                      | Лоурен Маккензі, Ендрю Геттенс | 6 березня 2014    | 8,54    |
| Відомий телеведучий, підозрюваний в інсценуванні викрадення власної дружини чотири роки тому, отримує посилку з відрізаними вухами дружини і вимогою викупу. Втративши роботу Лейстред тимчасово живе у Холмса і впадає в депресію, Шерлок і Джоан підтримують його кожний в міру своїх здібностей. |                                                                   |                               |                                |                   |         |
| 18 | «The Hound of the Cancer Cells» «Розшукувач ракових клітин»       | Майкл Словіс                  | Боб Гудман                     | 13 березня 2014   | 8,94    |
| Дослідника ракових захворювань вбивають за допомогою гелію, інсценуючи самогубство. Під підозрою якийсь анонімний викривач недобросовісних вчених. Тим часом, Белл запрошує Джоан та Шерлока відсвяткувати своє повернення до роботи детектива після реабілітації і просить розшукати зниклого свідка жорстокого вбивства. |                                                                   |                               |                                |                   |         |
| 19 | «The Many Mouths of Aaron Colville» «Багато ртів Аарона Колвілля» | Ларрі Тен                     | Джейсон Трейсі                 | 3 квітня 2014     | 7,83    |
| Аарон Колвілль - серійний вбивця, що кусає своїх жертв. Його давно спіймали, він зізнався у злочинах і вбитий у в'язниці. Однак через 10 років з'являються нові жертви зі слідами укусів точнісінько як у Коллвілля. Джоан приймає цю історію особливо близько до серця, так як підозрює свого колегу у свідомому ненаданні медичної допомоги злочинцеві. |                                                                   |                               |                                |                   |         |
| 20 | «No Lack of Void» «Суцільна повна пустота»                        | Ліз Фрідман, Джеффрі Пол Кінг | Санаа Хамрі                    | 10 квітня 2014    | 7,90    |
| У поліцейському відділку затриманий кишеньковий злодій помирає від сибірки. Холмс і Ватсон шукають терористів, а знаходять шахраїв. |                                                                   |                               |                                |                   |         |
| 21 | «The Man With the Twisted Lip» «Людина із закатаною губою»        | Сет Манн                      | Крейґ Свіні, Стів Готтфрід     | 24 квітня 2014    | 8,13    |
| Давня знайома Шерлока з групі підтримки наркоманів просить знайти її зниклу сестру. Пошуки приводять до ще однієї жертви, пов'язаної із військовими дронами. У цей час Майкрофт Холмс знову з'являється в Нью-Йорку у справах свого ресторану і намагається зблизитися з Ватсон, демонстративно ігноруючи невдоволення брата. Шерлок помічає в ресторані підозрілу активність представників французької мафії. Джоан бере участь у стежці, що погано для неї закінчується. |                                                                   |                               |                                |                   |         |
| 22 | «Paint It Black» «Пофарбуй чорним»                                | Люсі Лью                      | Роберт Вольф                   | 1 травня 2014     | 7,79    |
| Джоан загрожує смертельна небезпека через Майкрофта. Шерлок і його брат розслідують викрадення списку найзаможніших клієнтів великого швейцарського банку. У справі виявляються замішаними начальник служби безпеки банку та АНБ. Відносини між братами Холмс остаточно псуються. Майкрофт виявляється не тим, ким здається. |                                                                   |                               |                                |                   |         |
| 23 | «Art in the Blood» «Криваве мистецтво»                            | Гай Ферланд                   | Боб Гудман                     | 8 травня 2014     | 7,54    |
| Джоан та Шерлок дізнаються про те зв'язок Майкрофта із британською розвідкою. Шерлок погоджується розслідувати справу для британської розвідки. Ця справа в результаті проливає світло на деякі вчинки Майкрофта в минулому і дає привід Джоан зблизитися з ним. У підсумку Шерлок робить спробу врятувати Майкрофта від небезпеки, що йому загрожує. |                                                                   |                               |                                |                   |         |
| 24 | «The Grand Experiment» «Великий експеримент»                      | Джон Полсон                   | Роберт Доерті, Крейґ Свіні     | 15 травня 2014    | 7,37    |
| Шпигунські інтриги розплутуються. Майкрофт прощається із братом та Джоан — він повинен рятувати своє життя. Засмучена цим, Джоан планує з'їхати від Холмса. Шерлок, який зробив все, щоб допомогти братові, загнаного у пастку, просить Джоан залишитися. Він готовий на будь-які заходи, щоб вона не їхала. |                                                                   |                               |                                |                   |         |

## Третій сезон: 2014—2015
| № | Назва                                                                          | Режисер (и)    | Сценарист (и)                  | Дата показу в США | Глядачі |
| --- | ------------------------------------------------------------------------------ | -------------- | ------------------------------ | ----------------- | ------- |
| 1 | «Enough Nemesis To Go Around» «Із ворогом є де розвернутись»                   | Джон Полсон    | Роберт Доерті, Крейґ Свіні     | 30 жовтня 2014    | 7.57    |
| 2 | «The Five Orange Pipz» «Смертельні іграшки»                                    | Ларрі Тенг     | Боб Гудман                     | 6 листопада 2014  | 7.07    |
| 3 | «Just a Regular Irregular» «Математичне полювання»                             | Джеррі Левайн  | Роберт Вульф                   | 13 листопада 2014 | 6.53    |
| 4 | «Bella» «Белла»                                                                | Гай Ферланд    | Крейґ Свіні                    | 20 листопада 2014 | 6.49    |
| 5 | «Rip Off» «Нечистий на руку»                                                   | Джон Полсон    | Джейсон Трейсі                 | 27 листопада 2014 | 6.11    |
| Шерлока і Кітті викликають, коли на вулиці знаходять відірвану руку, яка веде до справи, пов'язаної з контрабандою діамантів і вбивством. Крім того, Шерлок змушує Кітті підписати угоду про нерозголошення, тому що він виявив написану, але не опубліковану книгу Джоан "Справи Шерлока Холмса". Тим часом, між Грегсоном і його дочкою-офіцером поліції зростає напруженість, тому що він побив іншого офіцера, який вдарив його дочку.                |                                                                                |                |                                |                   |         |
| 6 | «Terra Pericolosa»                                                             | Аарон Ліпстадт | Боб Гудман                     | 4 грудня 2014     | 6.59    |
| Холмс і Ватсон шукають злодія, який скоїв убивство, щоб роздобути рідкісну карту. Джоан стурбована постійним втручанням Шерлока в особисте життя Кітті. |                                                                                |                |                                |                   |         |
| 7 | «The Adventure of the Nutmeg Concoction» «Чистильник»                          | Крістін Мур    | Пітер Окко                     | 11 грудня 2014    | 7.63    |
| Холмс об'єднує свої сили з Ватсон, коли вона намагається знайти жінку, яка зникла 5 років тому. Єдиний доказ - запах мускатного горіха на місці злочину. Тим часом, відносини Джоан зі своїм хлопцем на відстані піддаються перевірці на міцність, коли в її житті з'являється людина з минулого і просить про допомогу. |                                                                                |                |                                |                   |         |
| 8 | «End of Watch» «Тут закінчується його варта»                                   | Рон Фортунато  | Роберт Хьюіт Вольф             | 18 грудня 2014    | 7.57    |
| Коли вбивають офіцера нью-йоркської поліції, Холмс і Ватсон підключаються до розслідування. Шерлок шукає людину, яка публікує в блозі його особисті заяви, зроблені під час зустрічей в групі підтримки колишніх наркоманів. |                                                                                |                |                                |                   |         |
| 9 | «The Eternity Injection» «Вічність як день»                                    | Ларрі Тенг     | Крейґ Свіні                    | 8 січня 2015      | 8.60    |
| Коли зникає колишня колега Ватсон, її подруга просить її допомоги в пошуку зниклої. Сліди жінки приводять Ватсон і Холмса до іншої людини, яка також зникла. Незважаючи на побоювання свого куратора тверезості, Шерлок відчуває труднощі з процессом реабілітації, вважаючи її занадто одноманітною. |                                                                                |                |                                |                   |         |
| 10 | «Seed Money» «Кава та риба»                                                    | Джон Полсон    | Брайан Роденбек                | 15 січня 2015     | 8.09    |
| У той час як Кітті намагається знайти дівчину - втікачку, Шерлок і Джоан працюють над справою, в якому вбивство блискучого біоінженера виглядає як справа рук наркокартеля. Джоан приймає життєво важливе рішення, але турбується, що це засмутить Холмса, не знаючи, що у нього для неї теж є важливі новини. |                                                                                |                |                                |                   |         |
| 11 | «The Illustrious Client» «У пошуках Монстра»                                   | Гай Ферланд    | Джейсон Трейсі                 | 22 січня 2015     | 8.28    |
| Джоан починає працювати слідчим страхової фірми. Однак, її увага перемикається на справу, яка стає особистою для неї і Холмса, коли вони об'єднують зусилля, щоб усунути безпосередню загрозу для Кітті. |                                                                                |                |                                |                   |         |
| 12 | «The One That Got Away» «Хижак та жертва»                                      | Сеіт Манн      | Роберт Доерті                  | 29 січня 2015     | 7.69    |
| По мірі того, як Кітті починає все більше нервувати через загрозу своїй безпеці, Шерлок і Джоан об'єднують свої зусилля, щоб допомогти їй. Крім того, розкривається причина відносин Шерлока і Кітті. |                                                                                |                |                                |                   |         |
| 13 | «Hemlock» «Борг на продаж»                                                     | Крістін Мур    | Аріка Лісане Мітманн           | 5 лютого 2015     | 7.87    |
| Коли вбивають фахівця зі стягнення заборгованостей, Холмс і Ватсон намагаються звузити коло підозрюваних з декількох тисяч людей, які заборгували йому гроші. Тим часом, відносини Ватсон і Ендрю прогресують, коли він просить її зустрітися з його батьком. |                                                                                |                |                                |                   |         |
| 14 | «The Female of the Species» «Шерлок Холмс - детектив з розшуку зниклих тварин» | Люсі Лью       | Джефрі Пол Кінг                | 12 лютого 2015    | 7.91    |
| Непередбачені обставини знову зводять Ватсон з Іланой Марч, кримінальним босом, яку вона передала в руки правосуддя. І поки Ватсон займається цією справою, Холмс пропонує детективу Беллу стати його тимчасовим партнером для розслідування крадіжки в місцевому зоопарку. |                                                                                |                |                                |                   |         |
| 15 | «When Your Number's Up» «Ціна життя»                                           | Джері Левайн   | Боб Гудман                     | 19 лютого 2015    | 8.21    |
| Холмс і Ватсон ідуть кривавим слідом у світ грошової компенсації смерті, коли розслідують серію вбивств, в яких вбивця залишає конверти з готівкою на своїх жертвах. Крім того, Холмс робить широкий жест у бік Ватсон, коли вона починає страждати через наслідки особистої кризи. |                                                                                |                |                                |                   |         |
| 16 | «For All You Know» «Холмс - підозрюваний»                                      | Гай Ферланд    | Пітер Окко                     | 5 березня 2015    | 7.67    |
| Коли Холмс виявляється головним підозрюваним у вбивстві жінки, яка була вбита за часів його залежності, він копається в самому собі, намагаючись знайти зв'язок. По мірі того, як Холмс наново проходить свій шлях з допомогою Ватсон, підказки змушують його засумніватися в самому собі. |                                                                                |                |                                |                   |         |
| 17 | «T-Bone and the Iceman» «Кріогенна заморозка»                                  | Майкл Словіс   | Джейсон Трейсі                 | 12 березня 2015   | 7.58    |
| Холмс і Ватсон розслідують вбивство, яке спочатку виглядає як нещасний випадок в результаті агресивної поведінки на дорозі, але воно приймає новий оборот, коли вони дізнаються, що жертва була моментально заморожена на момент смерті. Крім того, коли мати Ватсон дізнається, що брат Джоан зраджує своїй дружині, вона ставить Джоан перед ним в незручне становище - просить вплинути на брата, щоб той припинив обманювати дружину.                 |                                                                                |                |                                |                   |         |
| 18 | «The View From Olympus» «На Олімпі»                                            | Сеіт Манн      | Джордан Розенберг і Боб Гудман | 2 квітня 2015     | 7.48    |
| Коли водія з компанії з пошуку попутників в поїздку навмисно збиває міське таксі, Холмс і Ватсон замислюються, що можливо вся справа в професійній заздрості. Тим часом, випадковий роман Холмса з однієї зі своїх давніх "тимчасових" консультантів ускладнюється, коли жінка просить про шокуючю послугу. |                                                                                |                |                                |                   |         |
| 19 | «One Watson, One Holmes» «"Всі" на війні»                                      | Джон Полсон    | Роберт Хьюіт Вольф             | 9 квітня 2015     | 7.03    |
| Холмс і Ватсон опиняються в центрі «громадянської війни», що йде в інтернеті, коли вбивають члена "Всіх", анонімного хакерського угруповання, з яким вони періодично співпрацюють. |                                                                                |                |                                |                   |         |
| 20 | «A Stitch in Time» «Навмисна затримка у часі»                                  | Рон Фортунато  | Пітер Окко                     | 16 квітня 2015    | 7.56    |
| Холмс і Ватсон розслідують вбивство професійного скептика, людини, що розвінчувала паранормальні, релігійні та наукові явища, зробивши це своїм способом життя. Справа стає невідкладною, коли його справа розкриває потенційну загрозу національній безпеці. Також, дочка капітана Грегсона, офіцер поліції Нью-Йорка, Ханна, звертається до Ватсон за допомогою в одній зі своїх справ.                                                                 |                                                                                |                |                                |                   |         |
| 21 | «Under My Skin» «Під шкірою»                                                   | Аарон Ліпстадт | Джефрі Пол Кінг                | 23 квітня 2015    | 7.73    |
| Коли двох нью-йоркських фельдшерів вбивають під час викрадення, Холмс і Ватсон приєднуються до полювання, щоб знайти вбивцю і жінку, яку він викрав. Крім того, Холмс дізнається важливу інформацію про свого куратора тверезості, Альфредо, через що їхні відносини ускладнюються. |                                                                                |                |                                |                   |         |
| 22 | «The Best Way Out Is Always Through» «Фальшива втеча»                          | Майкл Словіс   | Аріка Лісане Мітманн           | 30 квітня 2015    | 7.03    |
| Коли вбивають суддю, Холмс і Ватсон підключаються до пошуку, щоб знайти головного підозрюваного, жінку, що втекла із закритої в'язниці. Крім того, коли Холмс застосовує свій дедуктивний метод до нових стосунків детектива Белла, романтиці доводиться пройти перевірку на міцність. |                                                                                |                |                                |                   |         |
| 23 | «Absconded» «Бджолярі - вбивці»                                                | Гай Ферланд    | Джейсон Трейсі                 | 7 травня 2015     | 6.92    |
| Холмс і Ватсон розслідують смерть члена інтернет-спільноти Холмса про бджільництво, вченого, який вивчав спалах смертельної епідемії серед північно-східних медоносних бджіл. В ході розслідування, вони зустрічають Тару Паркер, блискучого ентомолога, академіка і керівника товариства бджільництва Нью-Йорка. Крім того, капітан Грегсон підключає Ватсон до позаслужбового розслідування, що допомагає йому прийняти життєво важливе рішення.        |                                                                                |                |                                |                   |         |
| 24 | «A Controlled Descent» «Фатальний виклик»                                      | Джон Полсон    | Роберт Доерті                  | 14 травня 2015    | 6.96    |
| Оскар Ренкін, колишній соратник Шерлока по наркоманії, викрадає Альфредо, вимагаючи в обмін розслідування зникнення своєї сестри. Холмс веде свої пошуки, поки Ватсон, капітан Грегсон і Маркус кидають всі сили поліції Нью-Йорка, щоб знайти Альфредо. В результаті виявляється, що насправді сестра Оскара вже померла від передозування, а його справжньою метою було провести Холмса по кублах наркоманів, щоб змусити його повернутися в їхні ряди. |                                                                                |                |                                |                   |         |

## Четвертий сезон: 2015—2016
| № | Назва                                                  | Режисер (и)    | Сценарист (и)                  | Дата показу в США | Глядачі |
| --- | ------------------------------------------------------ | -------------- | ------------------------------ | ----------------- | ------- |
| 1 | «The Past Is Parent» «Повернення блудного батька»      | Джон Полсон    | Роберт Доерті                  | 5 листопада 2015  | 5.58    |
| Холмс намагається налагодити своє життя після нападу на Оскара і подальшого рецидиву. Через його дій партнерство Шерлока з Ватсон, а також їхня співпраця з нью-йоркською поліцією тепер під загрозою. Поки він чекає новин про те, чи буде його притягнуто до кримінальної відповідальності, справа зниклої жінки, нібито вбитої своїм чоловіком, потрапляє до нього якраз вчасно, щоб відволіктись від приїзду батька, містера Морланда Холмса. |                                                        |                |                                |                   |         |
| 2 | «Evidence of Things Not Seen» «MKUltra нашого часу»    | Рон Фортунато  | Джейсон Трейсі                 | 12 листопада 2015 | 5.16    |
| Коли Морланд пропонує використати свій вплив на поліцію, щоб відновити Шерлока і Джоан як консультантів, недовіра Шерлока до батька змушує його засумніватися в його мотивації. Крім того, оскільки ніяких пропозицій про роботу не надходить, Ватсон за пропозицією ФБР бере справу про потрійне вбивство в надсекретній дослідницькій лабораторії.                                                                                              |                                                        |                |                                |                   |         |
| 3 | «Tag, You're Me» «Двійники»                            | Крістін Мур    | Боб Гудман                     | 19 листопада 2015 | 5.61    |
| Коли Шерлок починає розуміти, що постійна присутність його батька в Нью-Йорку відволікає його від справ, він пропонує Морланду допомогу в рішенні проблем, пов’язаних з його роботою в обмін на його негайний від'їзд. Крім того, Холмс і Ватсон розслідують подвійне вбивство схожих один на одного чоловіків, що приводить їх у світ технологій розпізнавання облич.                                                                            |                                                        |                |                                |                   |         |
| 4 | «All My Exes Live in Essex» «Уся свята сімейка»        | Майкл Пресман  | Роберт Г'юїт Вольф             | 26 листопада 2015 | 5.32    |
| Коли Холмс і Ватсон розслідують вбивство техніка лабораторії з дослідження народжуваності, вони виявляють, що у жінки було таємне особисте життя, що приводить їх до кількох підозрюваних. Крім того, ситуація змінюється, коли детектив нью-йоркської поліції починає стежити за Ватсон. |                                                        |                |                                |                   |         |
| 5 | «The Games Underfoot» «Смертельні ігри»                | Алекс Чепл     | Аріка Лісане Мітманн           | 10 грудня 2015    | 5.00    |
| Коли вбивають археолога, Холмс і Ватсон висувають теорію, що його, можливо, вбили за те, що він виявив під час своїх останніх пошуків на місцевому звалищі. Крім того, у відносинах Шерлока і Альфредо, його друга і колишнього наставника по тверезості, настає чорна смуга. |                                                        |                |                                |                   |         |
| 6 | «The Cost of Doing Business» «Любов до смерті»         | Аарон Ліпстадт | Джейсон Трейсі                 | 17 грудня 2015    | 5.92    |
| Шерлок і Морланд об'єднують зусилля для спільного розслідування стрілянини, влаштованої снайпером. Спочатку метою снайпера здається співробітник клієнтів Морланда, та це виявилось лише прикриттям для вбивства звичайного сантехніка. Під час розслідування стає ясно, що клієнти Морланда все ж мають пряме відношення до події. |                                                        |                |                                |                   |         |
| 7 | «Miss Taken» «Підміна»                                 | Гай Ферланд    | Тамара Джейрон                 | 7 січня 2016      | 6.71    |
| Коли вітчим Ватсон пише кримінальний роман на основі її роботи з Холмсом без її відома, розкривається основна проблема в їхніх відносинах. Крім того, розслідуючи вбивство відставного агента ФБР, детективи виявляють, що його смерть пов'язана з нерозкритою справою, яку він вів. |                                                        |                |                                |                   |         |
| 8 | «A Burden of Blood» «Питання крові»                    | Крістін Мур    | Нік Тіль                       | 14 січня 2016     | 5.98    |
| Холмс і Ватсон розслідують злочин, в якому жертву було вбито в манері, що нагадує методи сумнозвісного і вже засудженого серійного вбивці. Крім того, Шерлок і Джоан залучають детектива Белла до здачі іспиту для поліцейських, який може дати підвищення і посаду в іншій ділянці. |                                                        |                |                                |                   |         |
| 9 | «Murder Ex Machina» «Вбивця з Машиною»                 | Гай Ферланд    | Роберт Г'юїт Вольф             | 21 січня 2016     | 6.33    |
| Холмс і Ватсон шукають хакера, відповідального за три вбивства, у тому числі за смерть російського мільярдера, який відвідував Нью-Йорк. Крім того, Джоан здивована запрошенню на вечерю від батька Шерлока. |                                                        |                |                                |                   |         |
| 10 | «Alma Matters» «Альма Матер»                           | Ларрі Тенг     | Боб Гудман                     | 28 січня 2016     | 6.09    |
| Хитке перемир'я між Холмсом та його батьком зазнає невдачі, коли Шерлок і Ватсон дізнаються, що Морланд приховує таємницю, яка загрожує їхній безпеці. Крім того, детективи розслідують два вбивства, пов'язаних з некомерційним коледжем і незаконними практиками найму. |                                                        |                |                                |                   |         |
| 11 | «Down Where the Dead Deligh» «Смерть у морзі»          | Джеррі Левайн  | Джефрі Пол Кінг                | 4 лютого 2016     | 6.23    |
| Холмс і Ватсон повинні знайти вбивцю без будь-яких речових доказів, які могли б їм допомогти, після того, як в нью-йоркському морзі вибухнула бомба. Крім того, Ватсон підозрює, що детектив нью-йоркської поліції хоче взяти матч-реванш, коли вона просить проконсультувати її в одній справі. |                                                        |                |                                |                   |         |
| 12 | «A View with a Room» «Секретна кімната»                | Джон Полсон    | Річард Окі                     | 11 лютого 2016    | 6.10    |
| Колега капітана Грегсона з Відділу боротьби з наркотиками просить Холмса організувати пограбування практично неприступного табору байкерів, які торгують наркотиками. Крім того, коли Ватсон допомагає Фіоні Хелброн, що була фігуранткою в недавній справі, вона робить дивовижне відкриття щодо Холмса. |                                                        |                |                                |                   |         |
| 13 | «A Study in Charlotte» «Етюд про Шарлотту»             | Гай Ферланд    | Роберт Г'юїт Вольф             | 18 лютого 2016    | 5.95    |
| Шерлок і Джоан шукають вбивцю, який використав отруйні гриби, щоб убити професора і групу його студентів. Серія частково заснована на повісті Артура Конан Дойла "Етюд у багряних тонах". |                                                        |                |                                |                   |         |
| 14 | «Who Is That Masked Man?» «Маска»                      | Ларрі Тенг     | Джейсон Трейсі                 | 25 лютого 2016    | 5.82    |
| Коли розслідування замаху на Морланда загострює і без того натягнуті відносини Шерлока з батьком, відкривається правда про матір детектива. Крім того, коли вбивають трьох членів банди, Холмс і Ватсон здивовані тим, що літня жінка виступає головним підозрюваним. |                                                        |                |                                |                   |         |
| 15 | «Up to Heaven and Down to Hell» «На підьомі»           | Джон Полсон    | Тамара Джейрон                 | 3 березня 2016    | 5.85    |
| Коли Джоан знайомиться з таємничою подругою капітана Грегсона, вона мимоволі сприяє розставанню пари. Крім того, Холмс і Ватсон розслідують вбивство багатої жінки, яка залишила значну частину свого статку улюбленій собаці. |                                                        |                |                                |                   |         |
| 16 | «Hounded» «Собака Баскервілів»                         | Рон Фортунато  | Роберт Г'юїт Вольф             | 10 березня 2016   | 5.64    |
| За наполяганням багатого компаньйона Морланда, Генрі Баскервіля, Холмс і Ватсон розслідують загибель його брата і з'ясовують, що свідок бачив, як його переслідувало велика тварина, що світиться. Крім того, Шерлок вважає за необхідне втрутитися, оскільки травма від вибуху в морзі негативно позначається на роботі судмедексперта Хоса. Серія є адаптацією роману Артура Конан Дойла «Собака Баскервілів».                                  |                                                        |                |                                |                   |         |
| 17 | «You've Got Me, Who's Got You?» «Супергерой»           | Сеіт Манн      | Пол Корнел                     | 20 березня 2016   | 5.28    |
| Коли вбивають людину, яка таємно боролась зі злочинністю в костюмі популярного супергероя, Холмс і Ватсон повинні визначити його справжню особистість, перш ніж вони знайдуть вбивцю. Крім того, Морланд робить несподіване пожертвування в улюблений благодійний фонд Ватсон, щоб змусити її надати йому послугу, пов'язану з його бізнесом. |                                                        |                |                                |                   |         |
| 18 | «Ready or Not» «Готовий до усього»                     | Крістін Мур    | Боб Гудман                     | 27 березня 2016   | 5.16    |
| Коли зникає експерт з виживання, Холмс і Ватсон повинні визначити, чи став він жертвою злочину. Крім того, Холмс демонструє дивну поведінку, коли його романтичні відносини з Фіоною досягають критичної точки. |                                                        |                |                                |                   |         |
| 19 | «All In» «Велика ставка»                               | Аарон Ліпстадт | Келлі Вілер                    | 10 квітня 2016    | 6.38    |
| Таємнича жінка, яка організовує підпільні ігри в покер з високими ставками, з'являється на порозі будинку Шерлока і Джоан і каже їм, що її життя в небезпеці, стверджуючи, що вона - колишня компаньйонка Майкрофта. Однак, в процесі розслідування, Джоан починає підозрювати, що їхня нова клієнтка щось приховує. |                                                        |                |                                |                   |         |
| 20 | «Art Imitates Art» «Мистецтво заради мистецтва»        | Рон Фортунато  | Аріка Лісане Мітманн           | 10 квітня 2016    | 6.04    |
| Коли Шерлок і Джоан розслідують вбивство молодої жінки, вони виявляють, що її смерть вказує на твір мистецтва, що пов'язаний з іншим злочином. Слідом за шокуючим особистим одкровенням, Джоан намагається налагодити зв'язок з недавньою клієнткою. |                                                        |                |                                |                   |         |
| 21 | «Ain't Nothing Like the Real Thing» «Невдала підстава» | Джеремі Вебб   | Нік Тіль і Джефрі Пол Кінг     | 17 квітня 2016    | 5.51    |
| Коли Холмс і Ватсон починають розслідування подвійного вбивства, вони виявляють, що жертви інсценували вбивство, в той момент, як їх самих було убито. Крім того, шпигун Ватсон в офісі Морланда стикається з проблемою, яка загрожує викрити. |                                                        |                |                                |                   |         |
| 22 | «Turn It Upside Down» «Психопат на замовлення»         | Люсі Лью       | Боб Гудман                     | 24 квітня 2016    | 5.15    |
| Батько Шерлока стає головним підозрюваним у справі про вбивство, після того, як одного з його співробітників вбивають під виглядом пограбування. |                                                        |                |                                |                   |         |
| 23 | «The Invisible Hand» «Професор»                        | Гай Ферланд    | Роберт Доерті і Джейсон Трейсі | 1 травня 2016     | 5.45    |
| Коли Холмс і Ватсон виявляють злочинця, який стоїть за замахом на життя Морланда, вони виявляють шокуючий зв'язок з собою. |                                                        |                |                                |                   |         |
| 24 | «A Difference in Kind» «Новий бос»                     | Джон Полсон    | Роберт Доерті і Джейсон Трейсі | 8 травня 2016     | 5.46    |
| Життя Холмса і Ватсон опиняються під загрозою через впливову злочинну мережу, пов'язану зі спробою замаху на Морланда Холмса. Крім того, образи Шерлока на свого батька ставлять під загрозу їхній союз, який може привести до спільної перемоги над їхнім супротивником. |                                                        |                |                                |                   |         |